# Halityrus
Halityrus (1. Jahrhundert n. Chr.) war ein jüdischer Schauspieler, der im antiken Italien wirkte.

## Leben
Halityrus wurde von Kaiser Nero und Poppaea Sabina geschätzt. Als Josephus nach Italien reiste, um sich für einige jüdische Priester einzusetzen, die der Prokurator Antonius Felix verhaftet hatte, fand er bei Halityrus Aufnahme und Quartier in Puteoli. Der Schauspieler verwendete sich auch bei Poppaea Sabina für Josephus, die im Jahr 63 auf dessen Bitte einging.